# Charles-Henri de Moniot d'Hestroy
Charles-Henri de Moniot d'Hestroy (Namen, 12 maart 1759 - Godinne, 1819/1820) was een Zuid-Nederlands edelman.

## Geschiedenis
In 1654 verleende koning Filips IV van Spanje adelsverheffing aan Vincent Moniot. In 1681 verkreeg hij de titel baron. Hij overleed als vrijgezel.
In 1671 verleende regentes Marie-Anne II adelsverheffing aan Pierre Moniot, jongere broer van voorgaande.
In 1722 verleende keizer Karel VI de titel baron aan Philippe de Moniot, overgrootvader van Charles-Henri.
In 1738 verleende keizer Karel VI de titel baron aan Dominique Moniot.

## Levensloop
Baron Charles Henri Jean-Baptiste Joseph Ghislain de Moniot d'Hestroy was een zoon van baron Philippe Moniot, heer van Ivoy en Godinne, en van Marie-Eleonore Cuvelier.
In 1816, ten tijde van het Verenigd Koninkrijk der Nederlanden, werd hij erkend in de erfelijke adel met de titel baron, overdraagbaar bij eerstgeboorte en werd hij benoemd in de Ridderschap van de provincie Namen. Hij werd lid van de Provinciale Staten van Namen.
Hij trouwde op een niet nader te bepalen datum in Parijs, met een genaamde Amand, die figurante was in de Parijse opera. In 1819 of 1820 werd hij in Godinne, in zijn kasteel van Hestroy op een onbekende datum, om een onbekende reden en door een onbekende dader, vermoord. Het betekende meteen het einde van deze familie.
Het kasteel werd door zijn weduwe verkocht aan een heer Dansaert uit Brussel, die het na korte tijd verkocht aan burggraaf Jean-Jacques de Gaiffier d'Emeville.